# 北山恒
北山 恒（きたやま こう、1950年 - ）は、日本の建築家。法政大学教授、横浜国立大学名誉教授、日本建築学会常任理事。

## 来歴
- 1950年 香川県に生まれる
- 1969年 東京都立戸山高等学校卒業（19歳）
- 1976年 横浜国立大学建築学科卒業（26歳）
- 1978年 大学院在学中に建築ユニット「ワークショップ」設立（共同主宰）（28歳）
- 1980年 横浜国立大学大学院修士課程修了（30歳）
- 1987年 横浜国立大学講師（37歳）
- 1995年 横浜国立大学助教授（45歳）
- 1995年 architecture WORKSHOP設立主宰
- 2001年～2016年 横浜国立大学大学院Y-GSA教授
- 2007～10年 東北大学大学院非常勤講師
- 2016年～ 法政大学教授、横浜国立大学名誉教授

## 主な作品、受賞歴
- 1993年　「保谷本町のクリニック」で第10回吉岡賞受賞（WORKSHOP共同受賞）（43歳）
- 1996年　「HOUSE IN HOUSE」で東京建築士会住宅建築賞（46歳）
- 1997年　「白石市立白石第二小学校」で建築学会東北建築賞作品賞、日本建築学会作品選奨など（47歳）
- 2000年　六本木一丁目駅3番出入口（50歳）
- 2002年　東京タワー特別展望台リニューワル（52歳）
- 2003年　「公立苅田総合病院」でグッドデザイン賞、医療福祉建築賞、日本建築学会作品選奨受賞（53歳）
- 2005年　 ｢船橋のミニ戸建て開発A・B棟｣で第11回千葉県建築文化奨励賞受賞（55歳）
- 2009年　「洗足の連結住棟」で日本建築家協会賞受賞（59歳）
- 2010年　「洗足の連結住棟」で日本建築学会賞作品賞受賞（60歳）